# Knjižnica Josipa Vošnjaka
Knjižnica Josipa Vošnjaka je osrednja splošna knjižnica s sedežem v Slovenski Bistrici; ustanovljena je bila leta 1965.
Poimenovana je bila po Josipu Vošnjaku. Ima dislocirane enote: knjižnica Poljčane, knjižnica Pragersko, knjižnica Studenice, knjižnica Kebelj in knjižnica Oplotnic.